# Salle Ventadour
Pour les articles homonymes, voir Ventadour.
La salle Ventadour (ou théâtre Ventadour) est une ancienne salle de théâtre, située dans le 2e arrondissement de Paris entre les rues Méhul, Monsigny, Marsollier et Dalayrac, reconvertie aujourd'hui en immeuble accueillant divers services sociaux de la Banque de France.
C'est dans cette salle qu'a été représentée pour la première fois Ruy Blas de Victor Hugo le 8 novembre 1838 par la 
compagnie du théâtre de la Renaissance et le  Stabat Mater de Rossini le 7 janvier 1842.

## Histoire

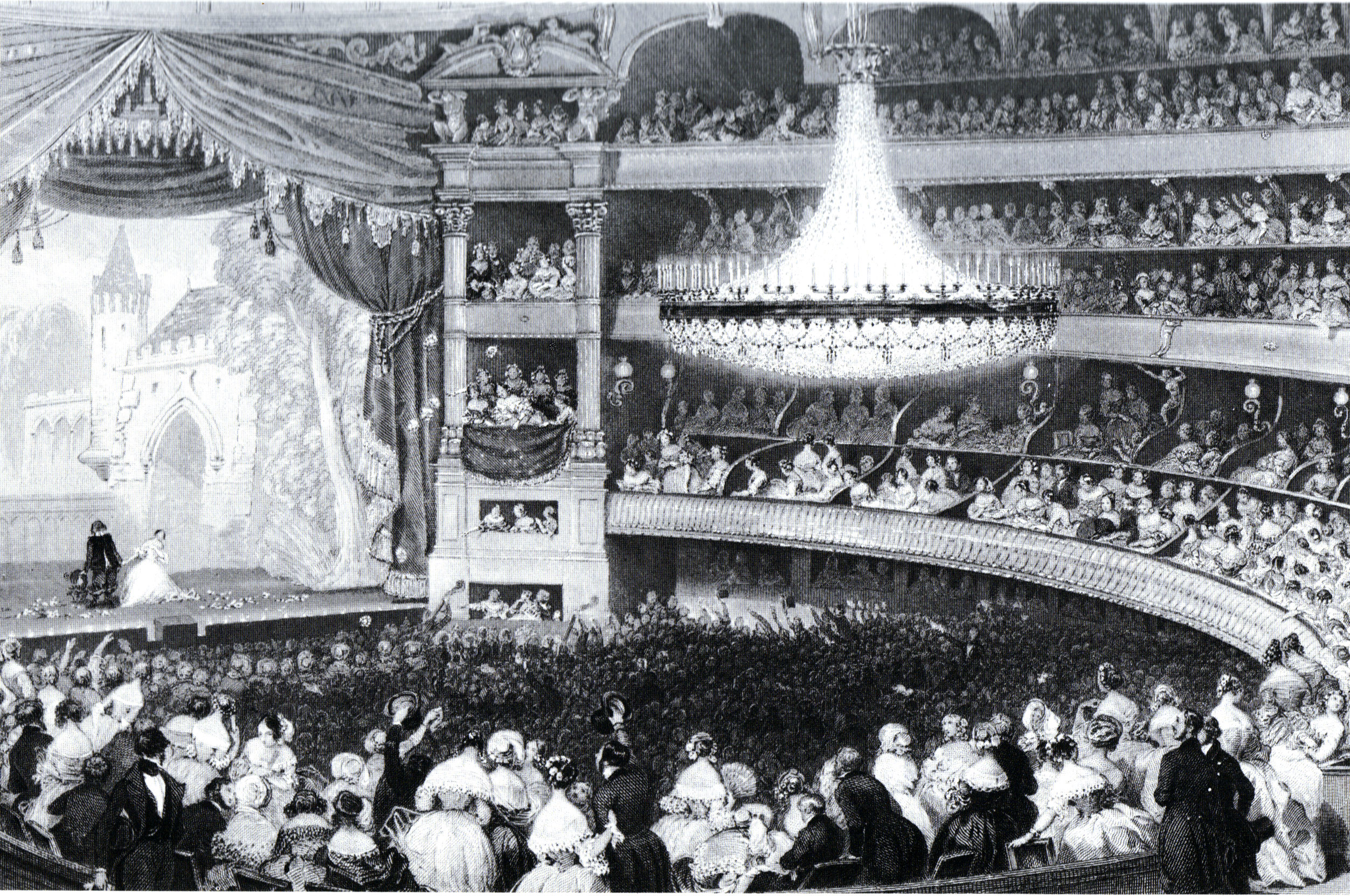
Le Théâtre italien en 1843 - Gravure de C. Mottram sur un dessin d'Eugène Lami.

À la suite de l'élargissement de la rue de Ventadour en 1826 et la démolition de l'ancien hôtel de Lionne, siège des Finances, l'administration royale de Charles X fait procéder à l'édification d'une nouvelle salle destinée à accueillir la troupe de l’Opéra-Comique chassée du théâtre Feydeau en raison de sa vétusté. Imaginée par les architectes Jean-Jacques-Marie Huvé et Louis de Guerchy, elle est inaugurée le 20 avril 1829. Le privilège accordé dans un premier temps à Paul-Auguste Ducis, directeur de la troupe, passe à Jean-François Boursault, fondateur du théâtre Molière, à la suite d'une première faillite en juin 1830. Désormais propriétaire des murs, ce dernier délègue l'exploitation à plusieurs investisseurs qui font à leur tour faillite en raison de la période agitée (révolution de juillet). Les charges s'avérant trop élevées, Boursault renonce et la troupe de l'Opéra-Comique part pour le théâtre des Nouveautés en septembre 1832, vacant à la suite de la dissolution de la troupe rivale.
Le 10 juin 1834, François Saint-Esteban inaugure son Théâtre-Nautique qui présente des spectacles navals dans un gigantesque bassin central mais doit fermer pour raisons financières en janvier 1835. Après un bref passage de la troupe des Italiens de janvier à mars 1838 à la suite de l'incendie de la salle Favart, le journaliste Anténor Joly, cofondateur du théâtre de la Porte-Saint-Antoine y crée le théâtre de la Renaissance à l'initiative de Victor Hugo et Alexandre Dumas, qui souhaitaient disposer d'une troupe dédiée à leurs drames romantiques. Il inaugure sa programmation le 8 novembre 1838 avec la création de Ruy Blas, avec Frédérick Lemaître dans le rôle-titre, suivie en avril 1839 des créations de L'Alchimiste et de Paul Jones d'Alexandre Dumas, toujours avec Frédérick Lemaître.
En 1839 y est donné le célèbre bal du Carnaval de Paris. À cette occasion le compositeur et chef d'orchestre belge Jean-Baptiste-Joseph Tolbecque dirige son Galop des tambours qui remporte un immense succès. L'orchestre compte 40 tambours. Le bal du théâtre de la Renaissance devient à cette occasion une référence festive du Carnaval de Paris.
De nombreux opéras y sont également représentés, comme Lucie de Lammermoor de Gaetano Donizetti ou La Chaste Suzanne d'Hippolyte Monpou mais victime des intrigues de théâtres parisiens concurrents, l'entreprise est contrainte de fermer ses portes le 16 mai 1841 et la troupe est dissoute.
Les Italiens sont de retour le 2 octobre 1841 et ne quitteront plus les lieux pour les trente années à venir. Sont représentés entre autres au Théâtre-Italien pour la première fois en France Don Pasquale de Gaetano Donizetti, Nabucco, Luisa Miller, Il trovatore et Rigoletto de Giuseppe Verdi mais aussi Fidelio de Beethoven, servis par des artistes prestigieux comme Giovanni Battista Rubini, Antonio Tamburini, Luigi Lablache, Enrico Tamberlick, Marietta Alboni, Pauline Viardot et surtout Adelina Patti.
De mars à mai 1868, Léon Carvalho, directeur du Théâtre-Lyrique alors installé place du Châtelet, fait représenter trois fois par semaine, en alternance avec les Italiens, des œuvres françaises sous le nom de Renaissance, mais l'entreprise le conduit à la faillite.
La guerre franco-prussienne conduit  en juillet 1871  (comme pour la plupart des théâtres parisiens) à la fermeture de la salle qui ne rouvre que le 9 mars 1872. L'opéra d'Eugène Diaz, La Coupe du Roi de Thulé (opéra en 3 actes, livret de Louis Gallet et Edouard Blau, y est donné le 10 janvier 1873.  Mais la nouvelle direction ne parvient pas à renouer avec le succès et la faillite est prononcée le 11 janvier 1873.
Du 19 janvier au 30 décembre 1874, la salle accueille la troupe de l'Opéra de Paris dans l'attente de sa nouvelle salle à la suite de l'incendie de la salle Le Peletier le 28 octobre 1873. 
En octobre de la même année, Prosper Bagier tente de lancer son Troisième Théâtre-Lyrique français mais renonce trois mois plus tard.
La salle n'est dès lors plus occupée que de façon sporadique. En avril 1876, Léon Escudier, journaliste et éditeur français de Verdi, prend la direction de la salle pour y faire représenter les œuvres récentes du compositeur : Aida, le Requiem et La forza del destino avec notamment Victor Capoul et Emma Albani. L'expérience prend fin le 21 juin 1878.

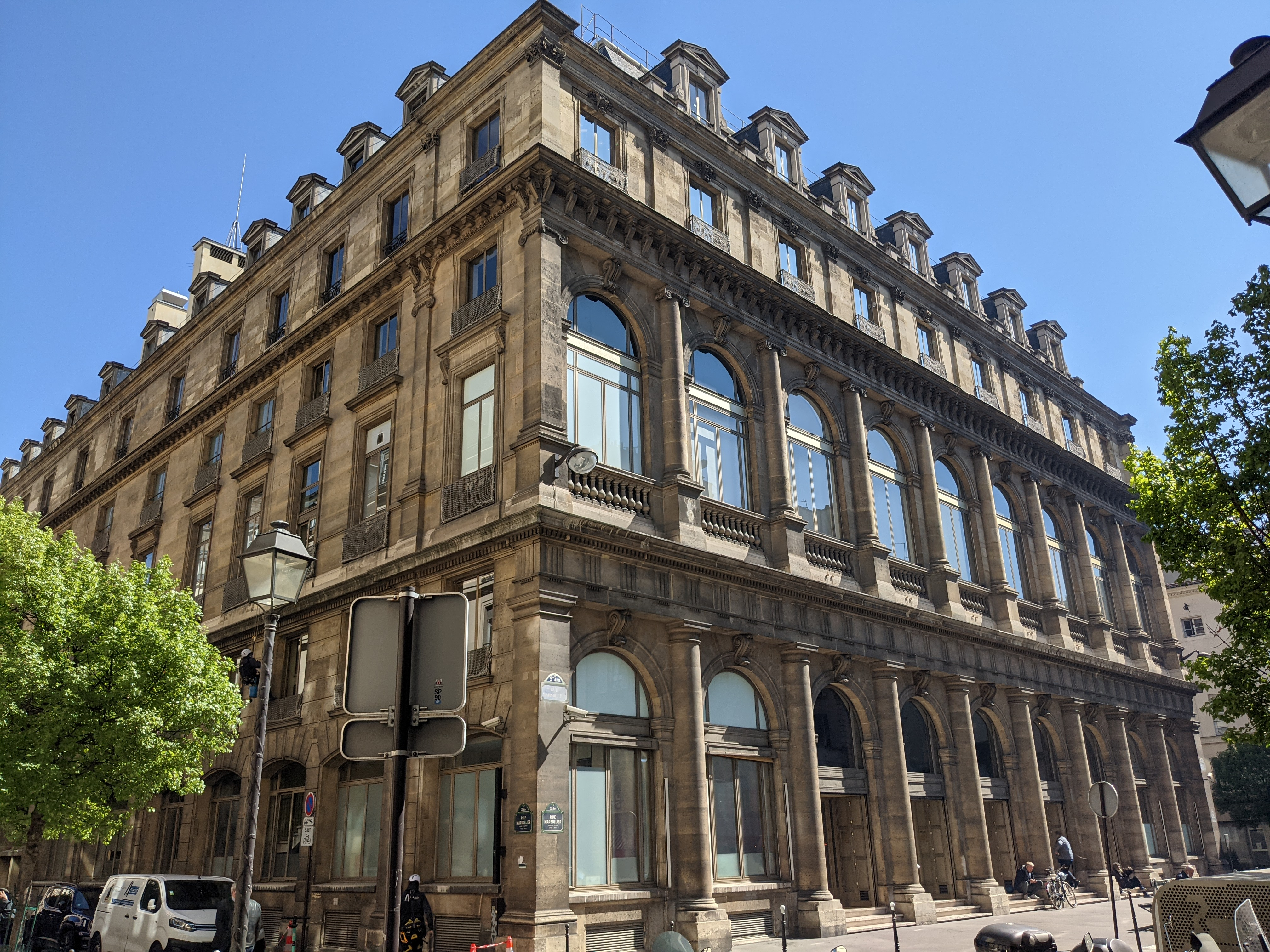
L'immeuble de l'ancienne salle Ventadour en 2021.

Le bâtiment est vendu l'année suivante à la Banque d'escompte qui en fait un immeuble de bureaux. En 1892, la Banque de France devient propriétaire du lieu. Le bâtiment, après de nombreuses utilisations, est aujourd'hui notamment le restaurant d'entreprise de la banque centrale française et comporte différents services associés, comme une salle de sport.